# Chen Fang
Chen Fang (19 de outubro de 1983) é uma atiradora esportiva chinesa, especialista na fossa olímpica.

## Carreira

### Rio 2016
Chen Fang representou seu país nas Olimpíadas de 2016, ficando na 15º colocação na fossa olímpica, fora das finais.